# 鈴木智
鈴木 智（すずき さとし 1963年5月22日 - ）は、日本の脚本家、演出家。小説家。

## 経歴
栃木県宇都宮出身
宇都宮市篠井小学生時代、画家の平澤熊一のアトリエに通う。現在の妻もその時、同じアトリエに通っていた。
学校では、漫画を描いて友達に見せる。地元の絵画コンクールに多数入選。
また、一番最初に書いた脚本は６年生の時、謝恩会用にクラスで演じた劇だった。
早稲田大学教育学部卒。報道・ドキュメンタリーの演出を経て脚本家となる。
映画『金融腐蝕列島・呪縛』（1999年）で、日本アカデミー優秀脚本賞、キネマ旬報最優秀脚本賞を受賞。『誰も守ってくれない』（2008年）でモントリオール国際映画祭最優秀脚本賞受賞。『アニメ 人間失格』（2011年）でイタリア・ボローニャFFFグランプリ受賞。2013年 - 2016年まで、文化庁VIPO映像作家養成講座の脚本講師を務めた。2017年、「未解決事件 File.05 ロッキード事件」で放送基金文化賞を受賞。2022年、「コロナとアーティスト」で東京ドキュメンタリー映画祭入選。
２０２５年、初の長編小説「ラバウルの迷宮」発刊。

## 作品

### 映画作品
- 金融腐蝕列島・呪縛 (1999年)
- ローレライ (2005年)
- 燃ゆるとき (2006年)
- ベルナのしっぽ (2006年)
- 誰も守ってくれない (2008年)
- インシテミル 7日間のデス・ゲーム (2010年)

### テレビドラマ
- 喧嘩屋右近 (1993年、テレビ東京)
- 名奉行 遠山の金さん 第5シリーズ 第5話「嫁と舅とお目付桜」 (1993年、テレビ朝日 / 東映) - 大和屋伊右衛門
- 金融腐蝕列島・再生 (2005年、BS-i)
- 東大落城 安田講堂36時間の攻防・40年目の真実 (2009年、日本テレビ)
- 示談交渉人 ゴタ消し (2011年、読売テレビ)
- 秘密諜報員 エリカ (2011年、読売テレビ)
- 赤川次郎原作 毒<ポイズン> (2012年、読売テレビ)
- トクソウ (2014年、WOWOW)
- 死の臓器 (2015年、WOWOW)
- ヒトヤノトゲ〜獄の棘〜（2017年、WOWOW）[3]
- 未解決事件 File.05 ロッキード事件（2017年、NHK）
- JKと六法全書（2024年、テレビ朝日）

### アニメ
- 魔人探偵脳噛ネウロ（2007年、日本テレビ） - シリーズ構成[4]
- 秘密 〜The Revelation〜 (2008年、日本テレビ) - シリーズ構成[5]
- 青い文学 人間失格 (2009年、日本テレビ)
- ちはやふる (2011年-2012年、日本テレビ)

### 特撮
- ウルトラマンG（1991年）
- ウルトラマンコスモス (2002年、TBS)  - 47話のみ
- ウルトラマンZ（2020年、テレビ東京）[6]

### 舞台脚本
- 「マリア　突然闇の訪れ」（1989年）
- 「私は悪くない」(2002年）
- 「ラバウル忠臣蔵」（2010年）

### 演出作品
- 「ラブレター　谷崎潤一郎」（1987年　NHK）
- 「ラバウル忠臣蔵」（2010年　舞台・演出脚本　前進座）
- 「障子張りの夜｝（2019年　監督・短編映画）
- 「コロナとアーティスト」（2022年　ドキュメンタリー）

### 作詞
- 「久遠　kuon 」（2004年　島谷ひとみ　追憶+LOVE LETTER